# Copera rufipes
Copera rufipes is een juffer uit de familie van de breedscheenjuffers (Platycnemididae).
De soort staat op de Rode Lijst van de IUCN als niet bedreigd, beoordelingsjaar 2009.
De wetenschappelijke naam van de soort werd in 1886 als Metacnemis rufipes gepubliceerd door Edmond de Selys Longchamps.